# Finsko na Letních olympijských hrách 2008
Finsko na Letních olympijských hrách 2008 v Pekinu reprezentovalo 57 sportovců, z toho 31 mužů a 26 žen. Nejmladším účastníkem byla Noora Laukkanen (15 let, 192 dní), nejstarší pak Kyra Kyrklund (56 let, 258 dní) . Reprezentanti vybojovali 4 medaile, z toho 1 zlatou 1 stříbrnou a 2 bronzové.

## Medailisté
| Medaile | Jméno                     | Sport             | Disciplína                |
| ------- | ------------------------- | ----------------- | ------------------------- |
| Zlato   | Satu Mäkeläová-Nummelaová | Sportovní střelba | Trap žen                  |
| Stříbro | Minna Nieminen Sanna Stén | Veslování         | ženy Dvojskif lehkých vah |
| Bronz   | Henri Häkkinen            | Sportovní střelba | vzduchová puška na 10 m   |
| Bronz   | Tero Pitkämäki            | Atletika          | Muži hod oštěpem          |